# Znanost u renesansi
Tijekom renesanse došlo je do velikog napretka na poljima zemljopisa, astronomije, kemije, fizike, matematike, manufakture i inženjeringa. Otkrivanje starih znanstvenih tekstova ubrzano je padom Carigrada 1453. godine, a otkriće tiskarskog stroja je demokratiziralo učenje i omogućilo brže širenje novih ideja. Međutim, neki na renesansu, ili barem njezin početak, gledaju kao na razdoblje znanstvene nazadnosti. Povjesničari kao što su George Sarton i Lynn Thorndike kritizirali su način na koji je renesansa utjecala na znanost, tvrdeći da je jedno vrijeme napredak bio usporen. Humanisti su favorizirali predmete koji su vezani za ljude, kao što su politika i povijest, a ne prirodnu filozofiju ili primijenjenu matematiku. Drugi su se fokusirali na pozitivni utjecaj renesanse, ukazujući na faktore kao što su ponovno otkriće izgubljenih ili nepoznatih tekstova i povećani naglasak na istraživanje jezika i ispravnog čitanja tekstova.
Marie Boas Hall je stvorila naziv znanstvena renesansa kako bi odredila ranu fazu znanstvene revolucije. U novije doba Peter Dear je predložio dvofazni model rane moderne znanosti: znanstvena renesansa iz 15. i 16. st., u kojoj se fokusiralo na restauraciju znanja iz antike; i znanstvena revolucija iz 17. st. kada su znanstvenici prešli s oponavljanja na inoviranje.

## Kontekst
Tijekom i nakon renesanse u 12. st. Europa je doživjela intelektualno revitalizaciju, posebno po pitanju istraživanja prirodnog svijeta. Međutim, u 14. st. u je došlo do niza događaja koji se danas nazivaju krizom srednjeg vijeka. Kada se pojavila Crna smrt, ona je izazvala iznenadni kraj prijašnjeg razdoblja ogromnih znanstvenih promjena. Kuga je ubila 25-50% europske populacije, posebno u gusto naseljenim gradovima, centrima inovativnosti. Stalno pojavljivanje kuge i ostale katastrofe izazvale su opadanje populacije tijekom cijelog jednog vijeka.

## Renesansa
U 14. st. počeo je kulturološki pokret poznat kao renesansa. Ponovno otkriće drevnih tekstova ubrzano je padom Carigrada 1453. godine, kada su mnogi bizantski znanstvenici pobjegli na zapadni svijet, posebno u Italiju. Oktriće tiskarskog stroja imala je veliki utjecaj na europsko društvo: omogućeno širenje tiskane riječi demokratiziralo je učenje i omogućilo brže širenje novih ideja.
Međutim, na to početo razdoblje obično se gleda kao na razdoblje znanstvene nazadnosti. Također nije došlo do razvoja u fizici ili astronomiji, a zbog naklonosti starim tekstovima zadržali su se aristotelski i ptolomejski pogledi na svemir. Filozofija je izgubila mnogo svoje strogosti, jer se na zakone logike i zaključivanja gledalo kao sporedne u odnosu na intuiciju i emocije. U isto vrijeme humanizam je naglašavao da je priroda duhovno stvaralaštvo koje nije podložno zakonima ili matematici. Znanost će tek poslije preporoditi uz osobe poput Kopernika, Francis Bacona i Descartesa.

## Važniji napredak

### Alkemija
Alkemija je istraživanje transmutacije materijala kroz neshvatljive postupke. Ponekada se opisuje kao rani oblik kemije. Jedan od glavnih ciljeva alkemije bio je pronalaženje metode za stvaranje zlata od ostalih tvari. Često vjerovanje među Alhemicar bilo je da postoji glavna supstanca od koje se formiraju sve ostale, kao i da ako se neka tvar može dovesti na osnovni materijal, onda se ona može pretvoriti u drugu supstancu, npr. Živa u zlato. Srednjovjekovni alkemičari su radili s dva glavna elementa, sumpor om i živom.
Paracelsus je bio renesansni alkemičar i fizičar. Paracelzisti su dodali i treći element, sol, kako bi stvorili trojstvo alkemijskih elemenata.

### Astronomija
Astronomija se u srednjem vijeku temeljila se na geocentričnom modelu Klaudija Ptolomeja. Vjerojatno vrlo malen broj tadašnjih astronoma ili astrologa uopće i pročitao Ptolomejevo djelo Almagest, koje je u 12. stoljeću na Latinski jezik preveo Gerard Kremonski. Umjesto toga, oslanjali su se uvode u ptolomejske sustav, kao što je De sphaera mundi (Johannes de Sacrobosco) i žanr priručnika poznatih kao Theorica planetarum. Za zadatak predviđanja planetarnih kretnji okrenuli su se alfonsinskim tablicama, skupini astronomskih tablica koje se baziraju na modelima iz Almagest, ali uključuju i neke kasnije modifikacije - najvažnije model trepidacije koji je osmislio Tabit ibn Kora. Suprotno od popularnog testiranja, astronomi iz srednjeg vijeka i renesanse nisu pribjegavali modelu "krugova na krugovima" kako bi ispravili prvobitne ptolomejske modele.
Oko 1450. godine, matematičar Georg von Peuerbach (1423. – 1461.) je započeo niz predavanja o astronomiji na Sveučilištu u Beču. Regiomontanus (1436. – 1476.), koji je tada bio jedan od njegovih učenika, skupio je njegove zabilješke s predavanja i poslije ih tijekom 1470-ih objavio kao Theoricae novae planetarum. Ta "Nova Theorica" zamijenila je stariju theoricu kao udžbenik napredne astronomije. Purbach je također počeo pripremati sažetak i komentar Almagest. Međutim, umro je nakon što je završio samo šest knjiga, a Regiomontanus je nastavio taj zadatak, konzultirajući se grčkim rukopisom kojeg je iz Carigrada donio Visarion. Kada je objavljen 1496. godine, epitete Almagest je napravio najviše razine ptolomejske astronomije po prvi put dostupne mnogim europskim astronomima.
Posljednji veliki događaj na polju renesansne astronomije bio je rad Nikole Kopernika (1473. – 1543.). On je bio među prvim generacijama astronoma koje su učile prema Theoricae novae i Epitome. Malo prije 1514. počeo je istraživati šokantnu novu ideju - da se Zemlja okreće oko  Sunca. Proveo je ostatak svog života pokušavajući matematički dokazati heliocentrizam. Kada je 1543. napokon objavljen De revolutionibus orbium coelestium, Kopernik je bio na samrti. Usporedba njegovog djela sa Almagest pokazuje da je Kopernik u mnogim pogledima bio renesansni znanstvenik, a ne revolucionar, stoga što je slijedio Ptolomejeve metode, pa čak i njegov slijed prikazivanja. Može se reći da je na polju astronomije renesansa završila zaista novim radovima Johannesa Keplera (1571. – 1630.) I Galilea Galileja (1564. – 1642.).

### Zemljopis i Novi Svijet
U povijesti zemljopisa glavni klasični tekst bio je Geografija, koju je u 2. st. napisao Klaudije Ptolomej. Jacopo d'Angelo ju je u 15. st. preveo na Latinski. Mnogo se čitala u obliku rukopisa, a nakon prvog ispisa 1475. tiskana je u mnogo izdanja. Regiomontanus je prije svoje smrti radio na pripremanju jednog izdanja za ispis; kasniji matematičari u Nürnbergu su se obraćali na rukopise.
Za informacije koje su priuštili Ptolomej, Plinije Stariji i ostali klasični izvori ubrzo se doznalo da su u kontradikciji sa zemljama otkrivenim u vrijeme Velikih geografskih otkrića. Ta nova otkrića ukazala su na nedostatke u znanju iz klasičnog razdoblja; također su otvorila europsku maštu novim mogućnostima. Knjiga Utopija Thomasa Morea djelomično je inspirirana otkrićem Novog svijeta.

## Vanjske poveznice
- Britannica.com—Renesansna nauka i tehnologija